# Novoalekseyevka (ort i Kazakstan)
Novoalekseyevka (kazakiska: Novoalekseevka, Новоалексеевка) är en ort i Kazakstan.   Den ligger i oblystet Almaty, i den sydöstra delen av landet, 1 000 km söder om huvudstaden Astana. Novoalekseyevka ligger 689 meter över havet och antalet invånare är 9 679.
Terrängen runt Novoalekseyevka är platt åt nordväst, men åt sydost är den kuperad. Terrängen runt Novoalekseyevka sluttar norrut. Runt Novoalekseyevka är det ganska tätbefolkat, med 65 invånare per kvadratkilometer. Närmaste större samhälle är Talghar, 11,1 km söder om Novoalekseyevka. Trakten runt Novoalekseyevka består i huvudsak av gräsmarker.